# Bélen Fabra
Belén Fabra, född 3 november 1977 i Tortosa i Katalonien, är en spansk skådespelare. Fabras genombrott kom 2007 med pjäsen Plataforma[källa behövs] och hon nominerades till Gaudí-priset för huvudrollen som Valérie Tasso i filmen En nymfomans bekännelser från 2008.

## Filmografi

### Film
- Baixet (1999)
- Matriuska (2001)
- Un don divino (2001)
- L'estratègia del cucut (2001) (TV)
- El lado oscuro del corazón 2 (2001)
- Carles, príncep de Viana (2001) (TV)
- Cita mortal en el Up & Down (Pepe Carvalho) (2002)
- Joc de mentides (2003) (TV)
- Dónde París (2003)
- Mai storie d'amore in cucina (2004) (TV)
- Pactar con el gato (2007)
- Canciones de amor en Lolita's Club (2007)
- Positius (2007) (TV)
- En nymfomans bekännelser (2008)
- Flores negras (2009)
- Estación del olvido (2009)
- Res publica (2010)
- Catalunya über alles! (2011)

### TV
- Acción Sitcom (2000)
- Laberint d'ombres (2000)
- Plats bruts (2000)
- Temps de silenci (2001)
- Majoria absoluta (2002)
- El cor de la ciutat (2003)
- Pepe Carvalho (2003)
- De moda. Diagonal (2004)
- Hospital Central (2006)
- Mira'm bé! (2006)
- Planta 25 (2007)
- Positus (2007)
- Zoo (2008)
- Gran Riserva (2010-)
- Imperium (2012)

### Teater
[källa behövs]

- El somni d'una nit d'estiu (1999) (musikal)
- Què de què (2001-2002)
- El públic (2002)
- La clementina (2002)
- Això a un fill no se li fa (2002)
- Migracions.es (2003)
- Còmics de barra (2004-2005)
- Happy Hour (2004-2005)
- La fam (2006)
- Tirant lo Blanc (2007)
- Plataforma (2007)
- Jugar amb un tigre (2008)